# Zlokoukyani
Zlokoukyani ou Zlokuḱani (en macédonien Злокуќани) est un village situé à Karpoch, une des dix municipalités spéciales qui constituent la ville de Skopje, capitale de la Macédoine du Nord. Le village comptait 1635 habitants en 2002. Il se situe au nord du confluent du Vardar et du Lepenets, au pied de la colline de Zaïtchev Rid. Le centre-ville de Skopje est à 6 kilomètres à l'est du village. Zlokoukyani a longtemps été tourné vers l'agriculture, mais la proximité de Skopje en fait une localité périurbaine.
Zlokoukyani est connu dans toute la Macédoine du Nord pour le site archéologique de Scupi, une ville antique détruite par un tremblement de terre en 518. Le village est d'ailleurs construit sur d'anciennes nécropoles et la présence d'os dans le sol lui a valu le nom de Zli Koukyi (Зли Куќи) « maisons du mal », qui a peu à peu évolué en Zlokoukyani.

## Démographie
Lors du recensement de 2002, la municipalité comptait :
- Macédoniens : 913 (55,84 %)
- Roms : 534 (32,66 %)
- Albanais :  46 (2,81 %)
- Serbes : 31 (1,90 %)
- Turcs : 28 (1,71 %)
- Bosniaques : 9 (0,55 %)
- Autres : 74 (4,53 %)